# 榆木山岩画
榆木山岩画，位于中国甘肃省肃南裕固族自治县，为一个省级文物保护单位，类型为石窟寺及石刻。
榆木山岩画的历史年代为待考。